# Polinézek

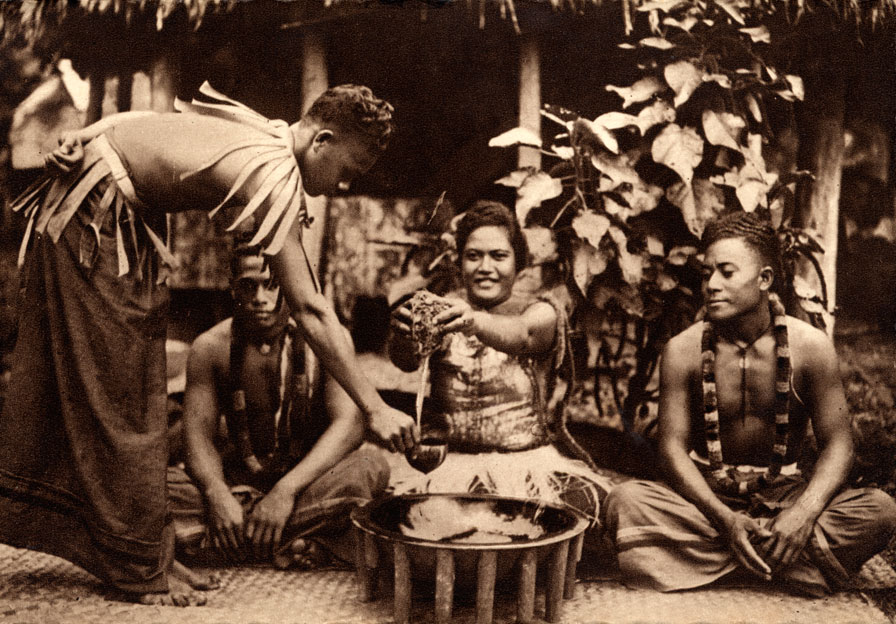
Kava ('ava)-készítők (aumaga) Szamoa szigetén. A képen két férfi között egy nő ül egy kerek tanoa (vagy laulau) fa tál mögött. Az álló, lehajoló férfi, az 'ava osztója, egy kókuszhéjból készült pohárral (tauau) szolgál italt a többieknek

A polinéziai emberek vagy polinézek azok az emberek, akik Polinézia különböző etnikai csoportjaihoz tartoznak és akik polinéz nyelveken beszélnek, amely az Óceániai nyelvekhez tartozik az ausztronéz nyelvcsaládon belül. Több mint 1,5 millió ember tartozik ebbe a csoportba. A polinéziai népek a következők (a nagyobb népcsoportok népessége feltüntetve):
- Aniva-sziget
- Anuta
- Ausztrál-szigetek
- Futuna
- Hawaii emberek - 140 000 (vegyes lakosság: 400 000)
- Kapingamarangi
- Mangareva
- Maorik - 790 000
- Cook-szigetiek - 60 000
- Marquises-szigetek
- Moriori
- Niuafoʻou
- Niue - 20-25 000 (a többségük Új-Zélandon él)
- Nuguria
- Nukumanu-szigetek
- Nukuoro
- Ontong Java Atoll
- Zátony-szigetek
- Pukapuka
- Rapan
- Rapanuik - kb. 5000 (vegyes lakossággal és Chilével együtt)
- Rennell-sziget
- Szamoaiak - 249 000 (minden országból összesen: 400 000+)
- Szikaiana
- Tahitik - 120 000 (vegyes lakosság: 250 000+)
- Takuu
- Tikopia
- Tokelau
- Tongaiak - 104 000 (minden országból: 150 000+)
- Tongareva
- Tuamotu
- Tuvalu - 10 000
- Uvea
- Wallis-sziget

Rotuma, Fitilevu és Fiji egyéb részein jelentős polinéz lakosság található a földrajzi és történelmi kapcsolódások miatt. Az óceániai népek, főleg a polinéziai emberek vér szerinti rokonaiknak tekintik a Fiji embereket. Ezt egyébként a modern tudomány is igazolta DNS-minták segítségével.
- Teljes népesség: 1,4 millió és 2,2 millió között

a becslések egymással érintkező etnikai csoportoktól származnak.
- -  *Niue népessége külön lett becsülve.
  -  **A "szamoai" népességi adatok két cikk adatainak az összegéből jön (Szamoa és Amerikai Szamoa).